# Сделка с дьяволом (фильм)
«Сделка с дьяволом» (англ. The Covenant) — фильм режиссёра Ренни Харлина. Слоган фильма: «Сила магии. Магия молодости. Искушение властью».

## Сюжет
В 1692 году в колонии Ипсвич (штат Массачусетс) пять семей с магическими способностями, называемыми «Силой», приняли обет молчания, чтобы оградить себя от преследований. 300 лет этот обет хранил их. Четыре семьи из пяти живут в Ипсвиче и по сей день, а пятая семья, жаждущая ещё большей власти, была изгнана, их род исчез до этих дней.
В фильме рассказывается о сыновьях Ипсвича, четырёх молодых студентах элитной Академии Спенсера, которые связаны друг с другом своим происхождением. Как истинные потомки своих семей, поселившихся в колонии Ипсвич в 1600-х, все парни получили удивительные сверхъестественные способности. За свои способности им приходится платить ужасную цену: при каждом использовании силы они преждевременно стареют, но соблазн от злоупотребления ею побольше, чем от любого наркотика. В 13 лет им даётся небольшая часть силы, а в 18 лет происходит «восхождение» и они становятся обладателями полной силы.
В начале нового учебного года в Академии Спенсера студенты собрались, чтобы отметить окончание лета. К ним с высоченного обрыва прыгают (и остаются невредимыми) Кейлеб Дэнверс (Стивен Стрейт) и его друзья — Пог Пэрри (Тейлор Китч), Рид Гарвин (Тоби Хемингуэй) и Тайлер Симмс (Чейс Кроуфорд). На вечеринке новенькую Сару Уэнхем (Лаура Рэмси) её соседка по комнате Кейт Танни (Джессика Лукас) знакомит с Кейлебом. Также девушки знакомятся с интригующим новым студентом Чейзом Коллинзом (Себастиан Стэн), который быстро вливается в их группу. Когда прибыла полиция, чтобы разогнать нашумевшую компанию студентов, они обнаружили тело студента, умершего от передозировки наркотиков. Директор школы сразу начинает подозревать Кейлеба и его друзей. Тем временем, бывшая студентка из Бостона Сара пытается приспособиться к жизни на новом месте, но её не покидает ощущение, что за ней постоянно кто-то следит.
Во время соревнования по плаванию Кейлеб заметил почерневшие глаза Чейза, что является признаком того, что он использовал магию. Кейлеб рассказывает друзьям о своём открытии и вместе с Погом разыскивает документы Чейза в кабинете директора. Они выясняют, что он был усыновлён и что его приёмные родители погибли в автокатастрофе в день его восемнадцатилетия, а его настоящая фамилия Поуп.
Сара возвращается со свидания с Кейлебом и видит записку от Кейт, что та пошла в лазарет. Кейт была покусана пауками, что было вызвано заклинанием, известным только членам пяти семейств. Пог слышит об этом и, читая Книгу Проклятий, узнаёт, что Чейз Коллинз на самом деле Чейз Поуп, потомок Хэгана, незаконного сына Джона Патнэма и основателя пятой семьи. Таким образом он, как и остальные, Сын Ипсвича.
Чейз хочет ещё большей власти. Он угрожает Кейлебу убить Сару, если только тот не отдаст ему свою силу при «восхождении» (а это означает смерть). Мать Кейлеба уговаривает отца отдать сыну силу. В поединке с Чейзом Кейлеб получает силу отца и побеждает Чейза.

## В ролях
| Актёр           | Роль               |
| --------------- | ------------------ |
| Стивен Стрейт   | Кейлеб Дэнверс     |
| Тейлор Китч     | Пог Перри          |
| Чейс Кроуфорд   | Тайлер Симмс       |
| Тоби Хемингуэй  | Рид Гарвин         |
| Себастиан Стэн  | Чейз Коллинз       |
| Лаура Рэмси     | Сара Уэнэм         |
| Джессика Лукас  | Кейт Танни         |
| Кайл Шмид       | Аарон Эббот        |
| Венди Крюсон    | Эвелин Дэнверс     |
| Стивен Макхэтти | Уильям Дэнверс III |
| Кеннет Уэлш     | директор Хиггинс   |

## Выход на DVD
Фильм был выпущен на DVD и Blu-ray 2 января 2007 года. Сборы от продажи составили $ 26 572 026.

## Критика
Фильм получил крайне негативные отзывы кинокритиков. На сайте Rotten Tomatoes фильм имеет рейтинг 4 % на основе 75 рецензий со средним баллом 2,9 из 10. На сайте Metacritic фильм имеет оценку 19 из 100 на основе 16 рецензий критиков, что соответствует статусу «негативные отзывы».